# اتحادیه اقتصادی

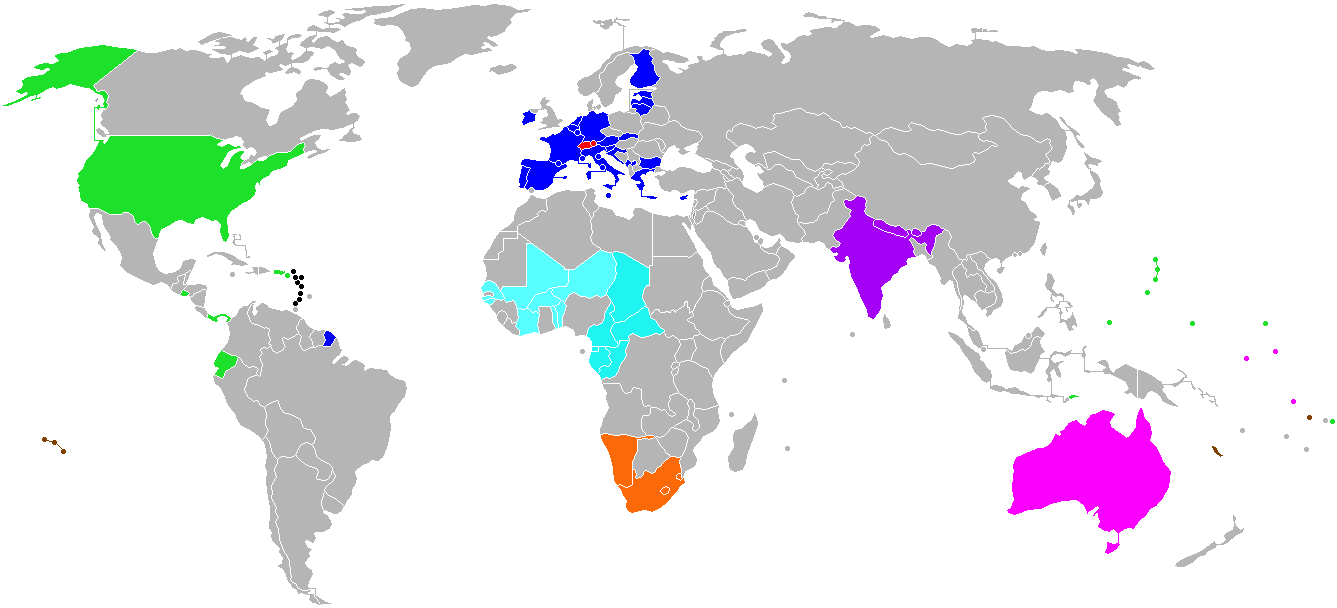
اتحاديه هاي اقتصادي مي توانند به افزايش بهره وري اقتصادي و ايجاد روابط سياسي و فرهنگي نزديك بين كشورهاي عضو منجر شوند.

اتحادیهٔ اقتصادی یک نوع از بلاک تجاری است که از یک بازار واحد با یک اتحادیهٔ گمرکی تشکیل شده‌است. کشورهای شرکت‌کننده سیاست مشترک را در مورد تنظیم محصول، آزادی حرکت کالا، خدمات و عوامل تولید (سرمایه و کار) و سیاست مشترک تجاری خارجی دارند. هنگامی که یک اتحادیهٔ اقتصادی شامل متحد کردن ارز می‌شود، اتحادیهٔ اقتصادی و پولی می‌شود.
اهداف ایجاد یک اتحادیهٔ اقتصادی عموماً شامل افزایش بهره‌وری اقتصادی و ایجاد روابط سیاسی و فرهنگی نزدیک بین کشورهای عضو می‌شود.
اتحادیه اقتصادی از طریق موافقت‌نامهٔ تجاری برقرار می‌شود.

## لیست اتحادیه‌های اقتصادی
- نظام همگرایی آمریکای مرکزی
- اتحادیه اقتصادی اوراسیا
- اتحادیه اروپا